# Grand Prix-wegrace van Canada 1967
De Grand Prix-wegrace van Canada 1967 was de twaalfde en voorlaatste Grand Prix van het wereldkampioenschap wegrace voor motorfietsen in het seizoen 1967. De races werden verreden op 30 september 1967 op Mosport Park, een stratencircuit op de noordoever van het Ontariomeer, 97 km ten noordoosten van Toronto. Alleen de 125cc-klasse, de 250cc-klasse en de 500cc-klasse kwamen aan de start. De 500cc-klasse sloot haar seizoen hier af en de wereldtitel werd hier beslist. De wereldtitel in de 125cc-klasse was al eerder beslist.

## Algemeen
Hoewel de 500cc-titel hier beslist werd, was de Canadese Grand Prix niet voor herhaling vatbaar. De GP had ook al een sanctie van de FIM gehad omdat ze een week was opgeschoven. De straf daarvoor was dat er in het volgende jaar geen GP georganiseerd mocht worden. Dat probleem loste zichzelf op: deze Canadese Grand Prix was de enige in de geschiedenis. De bezetting van de Grand Prix was niet zozeer mager, maar de privérijders die normaal aan de start kwamen bleven weg omdat de startgelden niet in verhouding stonden tot de reiskosten. Zo bleven alleen enkele fabrieksrijders over naast een enorm contingent Canadezen en Amerikanen.

## 500cc-klasse

### Stand van zaken voor de race
Om te bepalen wie er wereldkampioen 500 cc zou worden was enig rekenwerk vereist. Giacomo Agostini had 52 punten gescoord, maar er moesten in totaal vier resultaten weggestreept worden. Tot dusver moest Agostini 6 punten wegstrepen, waardoor zijn netto resultaat op 46 punten kwam. Mike Hailwood had 44 punten gescoord, maar had al drie "0"-resultaten zodat dat ook zijn netto puntentotaal was. Agostini kon alleen meer punten scoren door te winnen, want zijn laagste overgebleven resultaat was 6 punten. Hij kon maximaal op 48 punten komen. Hetzelfde gold voor Hailwood: alles minder dan 8 punten werd een streepresultaat. Hailwood kon op 46 punten komen door te winnen en vervolgens weer 6 punten weg te strepen. Als Hailwood won en Giacomo Agostini scoorde zelfs maar 1 punt, dan was Agostini wereldkampioen. Dat ene punt moest hij wel wegstrepen, maar omdat beiden dan 46 punten hadden, werd gekeken naar het aantal overwinningen: Agostini 5 (Duitsland, België, DDR, Finland en Italië) en Hailwood 5 (Isle of Man, TT Assen, Tsjecho-Slowakije, Ulster en Canada). Daarna werd gekeken naar de tweede plaatsen: Agostini 2 (TT Assen en Tsjecho-Slowakije) en Hailwood 2 (België en Italië). Zo bleef de stand gelijk, tenzij Agostini in Canada als zesde of hoger eindigde. Dan had hij een extra resultaat dat Hailwood niet had. Onder de streep kon Hailwood alleen wereldkampioen worden als hij won en Agostini niet scoorde.
| \| \| DUI \| IOM \| NED \| BEL \| DDR \| TSJ \| FIN \| ULS \| NAT \| CAN \| Punten \| \| -------- \| --- \| --- \| --- \| --- \| --- \| --- \| --- \| --- \| --- \| --- \| ------- \| \| Agostini \| 8 \| 0 \| 6 \| 8 \| 8 \| 6 \| 8 \| 0 \| 8 \| ? \| 52-6=46 \| \| Hailwood \| 0 \| 8 \| 8 \| 6 \| 0 \| 8 \| 0 \| 8 \| 6 \| ? \| 44 \| | Rood = Streepresultaat |     |     |     |     |     |     |     |     |     |         |
| | DUI                    | IOM | NED | BEL | DDR | TSJ | FIN | ULS | NAT | CAN | Punten  |
| Agostini | 8                      | 0   | 6   | 8   | 8   | 6   | 8   | 0   | 8   | ?   | 52-6=46 |
| Hailwood | 0                      | 8   | 8   | 6   | 0   | 8   | 0   | 8   | 6   | ?   | 44      |

In Canada won Hailwood wel, maar Agostini werd op korte afstand tweede en verzekerde op die manier zijn wereldtitel. In zijn thuisrace werd de Canadees Mike Duff met een Matchless derde.
| Pos | Coureur            | Merk      | Tijd      | Punten |
| --- | ------------------ | --------- | --------- | ------ |
| 1   | Mike Hailwood      | Honda     | 1:13"28'5 | 8      |
| 2   | Giacomo Agostini   | MV Agusta | +37'7     | 6      |
| 3   | Mike Duff          | Matchless | +1"40'2   | 4      |
| 4   | Ivor Lloyd         | Matchless | +1 ronde  | 3      |
| 5   | Andreas Georgeades | Velocette | +1 ronde  | 2      |
| 6   | George Rockett     | Norton    | +3 ronden | 1      |
| 7   | David Lloyd        | Triton    |           |        |
| 8   | Manuel Radbord     | Honda     |           |        |
| 9   | Thomas de Mange    | Matchless |           |        |
| 10  | Jean Lysight       | Triumph   |           |        |
| 11  | Bob MacLean        | Norton    |           |        |
| 12  | Henry Hanje        | Triumph   |           |        |
| 13  | David Shepard      | Norton    |           |        |

| Coureur          | Merk           | Oorzaak |
| ---------------- | -------------- | ------- |
| Adrian Shelley   | Norton         |         |
| Bruce Dent       | Norton         |         |
| Don Haddow       | Honda          |         |
| Fraser McAninch  | Norton         |         |
| Joseph Lama      | Matchless      |         |
| Ken King         | Norton         |         |
| Kurt Fischer     | Vincent-HRD    |         |
| Mike Manley      | Honda          |         |
| Peter Kellond    | Norton         |         |
| Peter-John Davis | Norton         |         |
| Robert Fisher    | Triumph        |         |
| Roger Beaumont   | Triumph        |         |
| William Walsh    | Norton         |         |
| Yvon Duhamel     | Matchless      |         |
| Dave Cunningham  | Triumph        |         |
| Fred Stevens     | Hannah-Paton   |         |
| Ron Grant        | Honda          |         |
| Ed LaBelle       | Norton         |         |
| Fred Simone      | BMW            |         |
| Kurt Liebmann    | BMW OL Special |         |
| Nishan Baronian  | BSA            |         |

| Coureur            | Merk               | Oorzaak |
| ------------------ | ------------------ | ------- |
| Jack Findlay       | McIntyre-Matchless |         |
| John Dodds         | Norton             |         |
| Gyula Marsovszky   | Matchless          |         |
| Billie Nelson      | Norton             |         |
| Chris Conn         | Norton             |         |
| Dan Shorey         | Norton             |         |
| Derek Minter       | Norton             |         |
| Griff Jenkins      | Norton             |         |
| John Blanchard     | Seeley-URS         |         |
| John Cooper        | Seeley-Matchless   |         |
| John Hartle        | Métisse-Matchless  |         |
| Maurice Hawthorne  | Norton             |         |
| Peter Williams     | Arter-Matchless    |         |
| Rob Fitton         | Norton             |         |
| Rodney Gould       | Norton             |         |
| Steve Spencer      | Norton             |         |
| Angelo Bergamonti  | Hannah-Paton       |         |
| Giuseppe Mandolini | Moto Guzzi         | [ 1 ]   |
| Bosse Granath      | Métisse-Matchless  |         |

### Top tien eindstand 500cc-klasse
| Pos | Coureur          | Merk                      | Ptn     |
| --- | ---------------- | ------------------------- | ------- |
| 1   | Giacomo Agostini | MV Agusta                 | 46 (58) |
| 2   | Mike Hailwood    | Honda                     | 46 (52) |
| 3   | John Hartle      | Métisse-Matchless         | 22      |
| 4   | Peter Williams   | Arter-Matchless           | 16      |
| 5   | Jack Findlay     | McIntyre-Matchless        | 15      |
| 6   | Fred Stevens     | Hannah-Paton              | 11      |
| 7   | John Cooper      | Norton / Seeley-Matchless | 8       |
| 8   | Gyula Marsovszky | Matchless                 | 7       |
| 9   | Billie Nelson    | Norton                    | 6       |
| 9   | Steve Spencer    | Norton                    | 6       |

(Punten (tussen haakjes) zijn inclusief streepresultaten)

## 250cc-klasse
Mike Hailwood wist in Canada de 250cc-race te winnen. Doordat Phil Read tweede werd stonden ze nu gelijk in het wereldkampioenschap waardoor de winnaar in de GP van Japan wereldkampioen zou worden.
| Pos | Coureur          | Merk   | Tijd      | Punten |
| --- | ---------------- | ------ | --------- | ------ |
| 1   | Mike Hailwood    | Honda  | 52"31'0   | 8      |
| 2   | Phil Read        | Yamaha | +1"00'0   | 6      |
| 3   | Ralph Bryans     | Honda  | +1 ronde  | 4      |
| 4   | Yvon Duhamel     | Yamaha | +2 ronden | 3      |
| 5   | Frank Camillieri | Yamaha | +3 ronden | 2      |
| 6   | Ron Grant        | Yamaha | +3 ronden | 1      |

| Coureur  | Merk   | Oorzaak |
| -------- | ------ | ------- |
| Bill Ivy | Yamaha |         |

| Coureur           | Merk         |
| ----------------- | ------------ |
| Jack Findlay      | Bultaco      |
| Malcolm Stanton   | Aermacchi    |
| Gyula Marsovszky  | Bultaco      |
| Heinz Rosner      | MZ           |
| Rolf Schmid       | Bultaco      |
| Carlos Giró       | Ossa         |
| José Medrano      | Bultaco      |
| Bill Smith        | Kawasaki     |
| Brian Steenson    | Aermacchi    |
| Dave Simmonds     | Kawasaki     |
| Derek Woodman     | MZ           |
| Fred Stevens      | Hannah-Paton |
| Mick Chatterton   | Yamaha       |
| Tommy Robb        | Bultaco      |
| Gilberto Milani   | Aermacchi    |
| Akiyasu Motohashi | Yamaha       |
| Jyun Hamano       | Yamaha       |
| Ginger Molloy     | Bultaco      |

### Top tien tussenstand 250cc-klasse
| Pos | Coureur          | Merk     | Ptn     |
| --- | ---------------- | -------- | ------- |
| 1   | Phil Read        | Yamaha   | 50 (56) |
| 1   | Mike Hailwood    | Honda    | 50 (54) |
| 3   | Bill Ivy         | Yamaha   | 46 (50) |
| 4   | Ralph Bryans     | Honda    | 36 (50) |
| 5   | Derek Woodman    | MZ       | 18      |
| 6   | Heinz Rosner     | MZ       | 13      |
| 7   | Ginger Molloy    | Bultaco  | 9       |
| 8   | Gyula Marsovszky | Bultaco  | 8       |
| 9   | Dave Simmonds    | Kawasaki | 5       |
| 10  | José Medrano     | Bultaco  | 4       |

(Punten (tussen haakjes) zijn inclusief streepresultaten)

## 125cc-klasse
In Canada won Bill Ivy ook. Phil Read kwam niet aan de start en het podium werd aangevuld met "lokale" rijders: De Canadees Tim Coopey werd met een Yamaha tweede op twee ronden en de Canadees Robert Lusk werd met een Yamaha derde op drie ronden. Met zijn overwinning bereikte Bill Ivy het maximale aantal punten van 56. Misschien was dat de reden om überhaupt naar Canada af te reizen, want hij was al lang wereldkampioen. Hij wist dat hij in de GP van Japan een aanval te verduren zou krijgen van de nieuwe viercilinder Suzuki RS 67U.
| Pos | Coureur        | Merk   | Tijd      | Punten |
| --- | -------------- | ------ | --------- | ------ |
| 1   | Bill Ivy       | Yamaha | 46"39'0   | 8      |
| 2   | Tim Coopey     | Yamaha | +2 ronden | 6      |
| 3   | Robert Lusk    | Yamaha | +3 ronden | 4      |
| 4   | Jean-Guy Duval | Yamaha | +3 ronden | 3      |
| 5   | Ralph Swegan   | Yamaha | +3 ronden | 2      |
| 6   | Robert Messina | Yamaha | +4 ronden | 1      |

| Coureur          | Merk   | Oorzaak    |
| ---------------- | ------ | ---------- |
| Yoshimi Katayama | Suzuki | Teambeleid |
| Phil Read        | Yamaha |            |

| Coureur              | Merk     |
| -------------------- | -------- |
| Barry Smith          | Bultaco  |
| Kel Carruthers       | Honda    |
| Kevin Cass           | Bultaco  |
| Hartmut Bischoff     | MZ       |
| Jürgen Lenk          | MZ       |
| Klaus Enderlein      | MZ       |
| Thomas Heuschkel     | MZ       |
| Hans Georg Anscheidt | Suzuki   |
| Herbert Mann         | MZ       |
| Walter Scheimann     | Honda    |
| José Maria Busquets  | Montesa  |
| José Medrano         | Bultaco  |
| Jean-Louis Vergnais  | Bultaco  |
| Dave Simmonds        | Kawasaki |
| Jim Curry            | Honda    |
| Rex Avery            | EMC      |
| Stuart Graham        | Suzuki   |
| László Szabó         | MZ       |
| Francesco Villa      | Montesa  |
| Giovanni Burlando    | Honda    |
| Walter Villa         | Montesa  |
| Akiyasu Motohashi    | Yamaha   |
| Hideo Kanaya         | Suzuki   |
| Isao Morishita       | Suzuki   |
| Yasuho Shigeno       | Suzuki   |
| Cees van Dongen      | Honda    |
| Ginger Molloy        | Bultaco  |

### Top tien tussenstand 125cc-klasse
| Pos | Coureur              | Merk     | Ptn     |                |
| --- | -------------------- | -------- | ------- | -------------- |
| 1   | Bill Ivy             | Yamaha   | 56 (68) | wereldkampioen |
| 2   | Phil Read            | Yamaha   | 40      |                |
| 3   | Stuart Graham        | Suzuki   | 32 (38) |                |
| 4   | Yoshimi Katayama     | Suzuki   | 19      |                |
| 5   | László Szabó         | MZ       | 13      |                |
| 6   | Hans Georg Anscheidt | Suzuki   | 12      |                |
| 7   | Dave Simmonds        | Kawasaki | 9       |                |
| 8   | Kel Carruthers       | Honda    | 7       |                |
| 9   | Tim Coopey           | Yamaha   | 6       |                |
| 10  | Thomas Heuschkel     | MZ       | 5       |                |
| 10  | Walter Scheimann     | Honda    | 5       |                |

(Punten (tussen haakjes) zijn inclusief streepresultaten)